# Episodi di iCarly (quinta stagione)
La quinta stagione della serie televisiva iCarly viene trasmessa sul canale televisivo Nickelodeon dal 13 agosto 2011 ed è terminata il 21 gennaio 2012.
In Italia viene mandata in onda sul canale televisivo pay Nickelodeon a partire dal 21 febbraio 2012, terminando il 22 giugno seguente. In chiaro è andata in onda in prima visione assoluta su La5 a partire dal 29 novembre 2012.
| nº | Titolo originale             | Titolo italiano          | Prima TV USA      | Prima TV Italia  |
| -- | ---------------------------- | ------------------------ | ----------------- | ---------------- |
| 1  | iLost my mind                | Pazza d'amore            | 13 agosto 2011    | 21 febbraio 2012 |
| 2  | iDate Sam and Freddie        | Esco con Sam e Freddie   | 10 settembre 2011 | 28 febbraio 2012 |
| 3  | iCan't Take It               | Dovete lasciarvi         | 17 settembre 2011 | 6 marzo 2012     |
| 4  | iLove You                    | Ti amo                   | 24 settembre 2011 | 13 marzo 2012    |
| 5  | iQ                           | Una ragazza intelligente | 1º ottobre 2011   | 16 aprile 2012   |
| 6  | iBloop 2: Electric Bloopaloo | Nessuno è perfetto 2     | 28 dicembre 2011  | 19 giugno 2012   |
| 7  | iStill Psycho                | Il ritorno di Nora       | 31 dicembre 2011  | 20 aprile 2012   |
| 8  | iStill Psycho                | Il ritorno di Nora       | 31 dicembre 2011  | 20 aprile 2012   |
| 9  | iBalls                       | La creatività di Freddie | 7 gennaio 2012    | 22 giugno 2012   |
| 10 | iMeet The First Lady         | Incontro la First Lady   | 16 gennaio 2012   | 17 aprile 2012   |
| 11 | iToe Fat Cakes               | Una delizia illegale     | 21 gennaio 2012   | 21 giugno 2012   |

## Pazza d'amore
- Titolo originale: iLost my mind
- Diretto da: Steve Hoefer
- Scritto da: Dan Schneider e Matt Fleckenstein

### Trama
Carly è arrabbiata perché i loro amici non le hanno detto niente del loro rapporto e, furiosa, vuole costringere Freddie ad ammettere di aver baciato Sam. Lui dice a Carly che è stata Sam a baciarlo. Sam è scomparsa da tre giorni (cioè da iOMG, quando si sono baciati) così Freddie spiega a Carly che per trovare Sam si può rintracciare il suo telefono. Carly e Freddie trovano Sam che crede di essere diventata matta per aver baciato Freddie e si è recata in un centro di sanità mentale, l'ospedale Acque Tempestose per cercare di farsi curare. Freddie va a cercare Sam per chiarire la storia del bacio e riesce a farle capire che non è pazza. Carly, Freddie e Gibby provano a portarla via da lì ma non ci riescono, dato che Sam può uscire solo col consenso dei suoi genitori. Allora Carly e Freddie escogitano un piano, fanno travestire Spencer da sua madre, il piano sembra procedere bene ma un vecchio amico di Spencer gli toglie la parrucca e così non riescono a liberarla. Essendo bloccati in clinica, decidono di fare iCarly da lì. Durante lo show, Carly chiama in video chat alcuni fan di iCarly chiedendo se, secondo loro, Sam e Freddie dovrebbero essere una coppia. Tutti i fan che vengono contattati dicono di volere Sam e Freddie insieme. Sam cerca di fermare Carly ma Freddie vuole chiedere il parere di un'altra persona: se stesso. Alla fine Freddie bacia Sam dicendole che ricambia i suoi sentimenti in diretta e i due si mettono insieme.
- Special guest star: Jim Parsons (Caleb)

## Esco con Sam e Freddie
- Titolo originale:  iDate Sam & Freddie
- Scritto da: Dan Schneider
- Diretto da: Steve Hoefer e Matt Fleckenstein

### Trama
La scena inizia con Spencer che fa vedere il prato che ha costruito e poi discute con Carly e Gibby di quanto lui odi le coppiette che si sbaciucchino e proprio in quel momento entrano Sam e Freddie che litigano per l'ennesima volta perché Freddie aveva avuto una divergenza con un professore a causa di un voto e Sam per difenderlo aveva messo le api nella macchina e Freddie si era arrabbiato. Così Carly cerca una soluzione e li fa riappacificare. Intanto Gibby trova un cucciolo di cane di appena pochi mesi, dolce e tenero che lecca molto e cerca di convincere Carly a tenerlo, per avere un hobby ma invano. Sam e Freddie litigano ancora e ancora per i motivi più futili come per esempio chi deve pagare il frullato o quale delle madri sia più pazza. Riescono a invitare Carly ad andare con loro a un ristorante italiano per risolvere le loro divergenze. Dopo l'ennesima discussione Carly esplode dicendo che se non hanno niente da fare a parte litigare e meglio che si lascino e se ne va. Alla fine però Sam e Freddie fanno pace. Così l'episodio si conclude con Spencer e Carly che guardano un cielo stellato costruito da Spencer, però la luna che aveva costruito cade su di loro, che erano stesi sulle sdraio.
- Guest star: Mew Jonathan Ticrar (Paul, un tizio che compare nel ristorante che fa il filo a Carly)

## Dovete lasciarvi
- Titolo originale: iCan't Take It
- Diretto da: Adam Weissman
- Scritto da: Dan Schneider e Arthur Gradstein

### Trama
Gibby vuole far rompere la relazione tra Sam e Freddie perché, da quando stanno assieme, Sam è molto più cattiva con lui (lo picchia con dei panini). Così, svela alla madre di Freddie la relazione dei due con delle foto e lei, per farli lasciare, si procura un lingotto di palladio, lo fa vedere a Freddie, dice che sarebbe stato suo solo se avesse lasciato Sam, ma lui rifiuta. Intanto Spencer, per non passare per bugiardo, apre un panificio dentro casa. Poi, in un momento di rabbia, Carly rivela che Freddie non è entrato nel campo estivo per N.E.R.D., un suo sogno, perché Sam ha sabotato la sua domanda d'iscrizione prima che si mettessero insieme, sei mesi prima. Quando Freddie lo scopre, litiga con Sam ma Carly, sentendosi in colpa, riesce a risolvere tutto in tempo, dimostrando a Freddie che non doveva arrabbiarsi e arriva addirittura a farli baciare. Anche Gibby capisce di avere sbagliato, così si mette a cantare una canzone romantica e Sam e Freddie non si lasciano. La puntata si conclude con Spencer che guardando la scena, piange mangiando lievito.
- Guest star: Mary Scheer (Signora Benson)

## Ti amo
- Titolo originale: iLove You
- Diretto da: Seve Hoefer
- Scritto da: Dan Schneider e Jake Farrow

### Trama
Sam e Freddie stanno insieme, ma si vedono poco perché hanno interessi diversi. Carly suggerisce quindi a Sam di provare a fare le cose che fa Freddie e viceversa. Allora Sam partecipa al club del treno di Freddie ma combina un disastro e viene cacciata assieme a lui. Poi Freddie accompagna Sam a trovare suo cugino e suo zio in prigione, ma si sente a disagio ed è impaurito. Nel frattempo Spencer incontra la sua vecchia baby-sitter e i due si mettono insieme, ma la ragazza continua ancora a trattarlo come un bambino. Carly è stufa e dice a Spencer e alla ragazza che hanno avuto un buon rapporto ma hanno cercato di rafforzarlo in una relazione di coppia e che questa sarebbe una cosa bizzarra e innaturale. Sam e Freddie la sentono, parlano a lungo e credono che anche per loro è la stessa cosa. Alla fine della puntata Sam e Freddie dichiarano di amarsi ma che non riescono a stare insieme, si baciano e decidono di lasciarsi a mezzanotte.

## Una ragazza intelligente
- Titolo originale: iQ
- Diretto da: David Kendall
- Scritto da: Dan Schneider e Matt Fleckenstein

### Trama
Carly si innamora di un ragazzo carino di nome Kyle e cerca di impressionarlo, cercando di essere super-intelligente. Intanto Spencer cerca di aprire una cassaforte, T-Bo viene sfrattato e cerca di farsi affittare una camera dalla Signora Benson e ci riesce. Kyle cena a casa di Carly e scopre che non è intelligente e che gli ha mentito e quindi la lascia.
- Guest star : Kevin Railsback (Kyle)

## Nessuno è perfetto 2
- Titolo originale: iBloop 2: Electric Bloopaloo
- Diretto da: Clayton Boen
- Scritto da: Dan Schneider e Matt Fleckenstein

### Trama
Questo episodio è semi-sceneggiato come un talk show. Rex (doppiato da Jake Farrow) ha un alter ego: Christopher Cane, che fa molte gag. Infastidisce il cast, pubblicizza la sua salsa, parla di iCarly che è stato candidato agli EMMY, discute con Spencer sulla sua ex-fidanzata, e ha un fascino strano con Gibby.
- Curiosità: l'episodio con protagonista il ventriloquo Rex chiamato per l'esattezza Christopher Cane è il successivo di un precedente episodio di Victorious (seconda stagione) dal titolo Errorious.

## Il ritorno di Nora
- Titolo originale: I Still Psycho
- Diretto da: David Kendall e Ben Huebscher
- Scritto da: Dan Schneider e Jake Farrow

### Trama
Nora Dershlit è in procinto di avere un'udienza parlamentare, e Carly, Sam, Freddie e Gibby sono stati invitati ad esprimere le loro opinioni. Carly originariamente voleva votare per farla rimanere in prigione, mentre tutti gli altri sono pronti a perdonarla, ma vedendo Nora e i suoi genitori piangere in aula, lei accetta di lasciarla andare, anche se si rivelerà una decisione sbagliata. Intanto a Seattle Spencer e la sua nuova ragazza cercano un po' di pace ma c'è T-Bo che interrompe sempre perché non sopporta la Signora Benson. Giocando insieme ad un gioco violento nell'appartamento della Signora Benson T-Bo viene cacciato perché si scopre che non si vestiva elegante e che lavorava al Groovie Smoothie. Nora invita il cast ad una festa di benvenuto a casa sua che si rivela una trappola dove Nora e sua madre li imprigionano in casa e Spencer nello scantinato messo su una ruota che gira. Nora bacia Freddie saltandogli addosso ma alla fine vengono salvati dalla Signora Benson e da T-Bo che vedendo il suo coraggio gli permette di continuare a vivere nel suo appartamento!
- Guest star: Danielle Morrow (Nora Dershlit)
- Nota: in questo episodio Nora riferisce che ha una malattia mentale ("Disturbo antisociale di personalità").

## La creatività di Freddie
- Titolo originale: iBalls
- Diretto da: Russ Reinsel
- Scritto da: Dan Schneider e Ben Huebscher

### Trama
Carly deve andare a Yakima per prendersi cura di suo nonno perché ha avuto un intervento chirurgico al piede, il che lascerebbe Sam a condurre lo show da sola. Tuttavia, Freddie decide di voler essere un membro "creativo" della squadra di iCarly (dal momento che un giornalista televisivo di nome Cameron James si rifiutò di intervistarlo perché non è un membro creativo dello show), e quindi vuole condurre con Sam. Fa una scenetta di un robot su iCarly, ma non essendo divertente si offende e va via. Dopo di che, Sam gli parla e lo convince che le sue invenzioni tecniche sono creative e Freddie sviluppa una nuova tecnologia 3D. Tuttavia, si scopre che gli effetti 3D rovinano la vista delle persone che hanno guardato la puntata. Freddie è ancora una volta depresso perché ha fallito, ma poi, il terapeuta di sua madre gli dice che la sua tecnologia 3D ha curato gli occhi della figlia Courtney, che era stata colpita da problemi di vista (stenosi bilaterale ottica) per tutta la vita, e Freddie si offre di fornire la tecnologia per l'associazione americana Optometric. Nel frattempo, Spencer assume il suo assistente personale.

## Incontro la First Lady
- Titolo originale: iMeet The First Lady
- Diretto da: Adam Weissman
- Scritto da: Dan Schneider e Arthur Gradstein

### Trama
Il colonnello Steven Shay non riesce a tornare a casa per il suo compleanno come previsto. Poiché a Carly manca tanto suo padre ed è triste di non poterlo vedere, Sam, Freddie, Spencer e Gibby le fanno una sorpresa di hacking nella rete di comunicazione della base a distanza e le fanno avere una videochat con lui. Carly è estremamente grata, ma pochi giorni dopo degli agenti dei servizi segreti americani vengono a casa di Carly perché il webcast ha attirato l'attenzione di "qualcuno molto in alto nel governo degli Stati Uniti". Carly, Sam e Freddie pensano che stanno per essere imprigionati per violazione al sistema in una rete militare: Sam si presenta con un piano per lasciare il paese, ma gli agenti del Secret Service vanno prenderli a scuola. Si scopre infine che la persona “molto in alto nel governo degli Stati Uniti" altri non è che la first lady Michelle Obama, che è una grande fan di iCarly. La first lady afferma di aver visto lo show ed essere rimasta piacevolmente colpita da quanto Carly tenga a suo padre e di quanto, a loro volta, tengano Sam e Freddie a lei. La first lady dovrebbe recarsi ad un incontro con il governatore, ma decide di ritardare quando Carly, Sam e Freddie la invitano a fare una comparsa nel loro show.
- Guest star: Michelle Obama (se stessa), Taran Killam (agente dei servizi segreti), Dan Schneider (guardia del corpo).

## Una delizia illegale
- Titolo originale: iToe Fat Cakes
- Diretto da: Russ Reinsel
- Scritto da: Dan Schneider e Matt Fleckenstein

### Trama
Durante lo show Carly, Freddie, Spencer e Gibby decidono, dato che non si è cacciata nei guai per ben 10 giorni, di dare a Sam un biglietto per visitare la fabbrica di Torte Grasse Canadesi. Sam ama le torte grasse e nella fabbrica prova a farne alcune e a mangiarle, ma si mette nei guai per aver cercato di contrabbandare torte grasse canadesi, che sono illegali in America, oltre il confine. Spencer riesce a tirarla fuori, ma lei non può tornare negli Stati Uniti, perché non ha alcun tipo di documento. Gibby ha l'idea di mettere Sam nella sua valigia per farle passare il confine, ma le valigie verranno scambiate per sbaglio e Sam finisce su un volo per la Malesia. Mentre Carly rimane a casa perché ha un appuntamento, a cui ha difficoltà ad andare perché resta incastrata con l'alluce nel rubinetto della vasca da bagno.